# 八邦寺
八邦寺（藏語：དཔལ་སྤུངས།，威利转写：Dpal-spungs），又譯為八蚌寺，是藏传佛教噶玛噶举派在康区的主寺，位于四川省德格县八帮乡，处于俄色拉山麓。1991年4月16日公佈為四川省第三批文物保護單位。2013年3月5日列為第七批全國重點文物保護單位。

## 歷史
它是許多著名祖古傳承的法座所在地，其中包括了著名的大司徒仁波切、貝魯欽哲仁波切、蔣貢康楚仁波切等。它與噶瑪巴之間也有緊密的連繫，如第十六世噶瑪巴就是先在此寺完成坐床儀式，再前往楚布寺。

## 特色
八邦寺有著名的八邦印经院，寺内的典藏规模仅次于同在德格县的德格印经院。
八邦寺亦闻名于其噶玛画派的唐卡制作及数量众多的珍贵唐卡收藏。当地唐卡制作时一律使用矿石、金属（如金、银）和植物颜料，很多颜色如红色均由俄色拉山麓生长的野生植物风干制成。传统画师在制作唐卡时用口水沾润画笔，使颜料更加牢固地附着于画布上。